# Mouzi (Cameroun)
Pour les articles homonymes, voir Mouzi.
Mouzi est un village du Cameroun, situé dans l'arrondissement (commune) de Deuk, le département du Mbam-et-Inoubou et la région du Centre.

## Démographie
En 1966, Mouzi comptait 281 habitants, principalement des Balom. Le recensement de 2005 a dénombré 761 habitants.